# Rafał Zasuwa
Rafał Zasuwa (ur. 15 grudnia 1997 w Bielsku-Białej) – polski saneczkarz, zwycięzca Pucharu Świata juniorów w konkurencji dwójek w sezonie 2015/16. Wielokrotny medalista Mistrzostw Polski.

## Osiągnięcia

### Mistrzostwa świata
| Rok  | Miejsce     | Jedynki | Drużynowo |
| ---- | ----------- | ------- | --------- |
| 2017 | Watra Dorna | 37.     | 9.        |

### Mistrzostwa Europy
| Rok  | Miejsce             | Jedynki | Drużynowo |
| ---- | ------------------- | ------- | --------- |
| 2018 | Obdach Winterleiten | 28.     | dns       |

### Puchar Świata

#### Miejsca w klasyfikacji generalnej
| Sezon     | Jedynki | Dwójki |
| --------- | ------- | ------ |
| 2015/2016 | 54.     | -      |
| 2016/2017 | 34.     | 20.    |
| 2017/2018 | 20.     | -      |
| 2018/2019 | 35.     | -      |

### Mistrzostwa Europy juniorów
| Rok  | Miejsce  | Jedynki | Dwójki |
| ---- | -------- | ------- | ------ |
| 2017 | Umhausen | 16.     | -.     |

### Puchar Świata juniorów

#### Miejsce w klasyfikacji generalnej
| Sezon     | Jedynki | Dwójki |
| --------- | ------- | ------ |
| 2015/2016 | 35.     | 1.     |
| 2016/2017 | 18.     | 6.     |

#### Miejsce na podium w zawodach Pucharu Świata Juniorów - indywidualnie
| Lp. | Data       | Miejsce             | Konkurencja | Lokata | Partner       |
| --- | ---------- | ------------------- | ----------- | ------ | ------------- |
| 1.  | 03.01.2016 | Seiseralm           | dwójki      | 1      | Paweł Spratek |
| 1.  | 06.01.2016 | Obdach-Winterleiten | dwójki      | 1      | Paweł Spratek |

### Mistrzostwa Polski w saneczkarstwie
| Rok  | Miejsce  | Jedynki | Dwójki | Drużynowo |
| ---- | -------- | ------- | ------ | --------- |
| 2019 | Szelment | 6.      | 2.     | 4.        |

### Mistrzostwa Polski Juniorów w saneczkarstwie
| Rok  | Miejsce | Jedynki | Dwójki | Drużynowo |
| ---- | ------- | ------- | ------ | --------- |
| 2017 | Gołdap  | 2.      | 1.     | 1.        |